# Helodon decemarticulatum
Helodon decemarticulatum är en tvåvinge som beskrevs 1936 av Cecil R. Twinn. Arten ingår i släktet Helodon och familjen knott. Den förekommer från Alaska till Quebec, söder till British Columbia, Wisconsin och New Hampshire. Inga underarter finns listade i Catalogue of Life.